# 考绍·欧尔绍尧
考绍·欧尔绍尧（匈牙利語：Kasó Orsolya，1988年11月22日—），匈牙利女子水球运动员。她曾代表匈牙利国家队参加2016年夏季奥林匹克运动会女子水球比赛，获得第四名。